# A-396
La A-396 es una carretera andaluza en la provincia de Cádiz.
La carretera une Medina Sidonia con Vejer de la Frontera. La A-396 empieza una rotonda de la A-390 a las afueras de Medina Sidonia y continúa hacia el sur hasta enlazar con la N-340, que bordea Vejer por el norte. A partir de ese cruce empieza la A-314 que continúa hacia las playas de Barbate.